# بطارية الفاناديوم

مبدأ عمل بطارية الفاناديوم

بطارية الفاناديوم (ملاحظة 1) هي نوع من أنواع بطاريات التدفق القابلة للشحن؛ والتي تستخدم أيونات الفاناديوم من أجل حمل الشحنة الكهربائية.
يستغل في هذه البطارية مقدرة الفاناديوم على الوجود بعدة حالات أكسدة مختلفة، مما يحول دون الحاجة إلى استخدام عنصر آخر في تكوين البطارية.